# Bernt Tunold
Bernt Tunold (født 25. februar 1877 på øen Selja, Stad kommune, Vestland ; død 23. januar 1946 i Bergen) var en maler som gennem sin kunstnerkarriere især malede motiver med tilknytning til den gamle bondekultur på Vestlandet.
Som 18-årig flyttede Tunold til Bergen og begyndte at tage undervisning i tegning og maling.. Han blev ven med maleren Nikolai Astrup som han blev inspireret af.
Tunold boede nogle år i en gammel røgstue i Nordfjord, en periode hvor han søgte at skildre natur og byggeskik i egnens bygder. Han flyttede igen til Bergen, og omkring 1930 begyndte han at male stilleben, bl.a. blomsterbilleder. Han var stærkt knyttet til Vestlandet, og vendte ofte tilbage til de samme motiver.
Et Galleri Bernt Tunold åbnede 1998 i byen Hyen der ligger i bunden af Hyenfjorden i Sogn og Fjordane.
| - Værker af Bernt Tunold - Udsigt ved 'Djupdalen' i Selje, o.1908 - Klokkersmuget 4, 1911 - Vårstemning, Selje, 1914/15 |